# Casino de La Rochelle
Le casino de La Rochelle est un établissement de jeux situé allée du Mail à La Rochelle, dans le département français de la Charente-Maritime en région Nouvelle-Aquitaine.

## Historique
Le casino de La Rochelle trouve son origine dans les Établissements de Bains de mer Marie-Thérèse, ouverts le 10 juin 1827 sous le patronage de la duchesse d'Angoulême.
En 1902, les Bains Marie-Thérèse sont acquis par la ville, qui agrandit l'établissement notamment avec la construction d'une salle de spectacle et l'aménagement des alentours.
Le Groupe Barrière prend la gestion du casino.

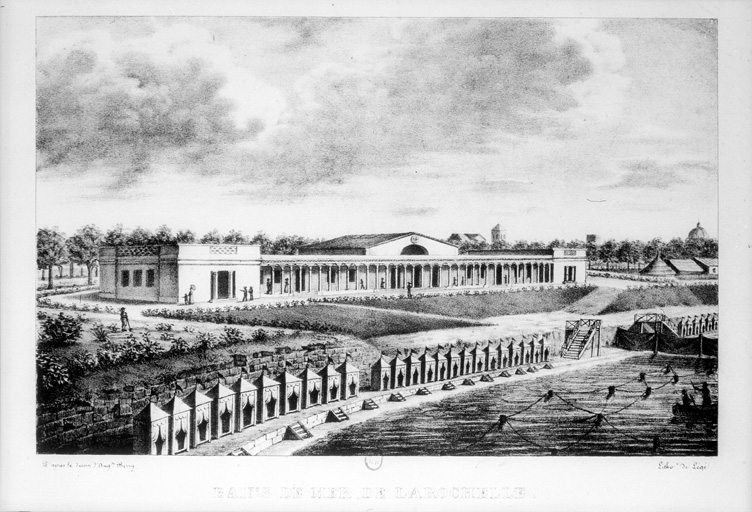
Établissement de Bains Marie-Thérèse.
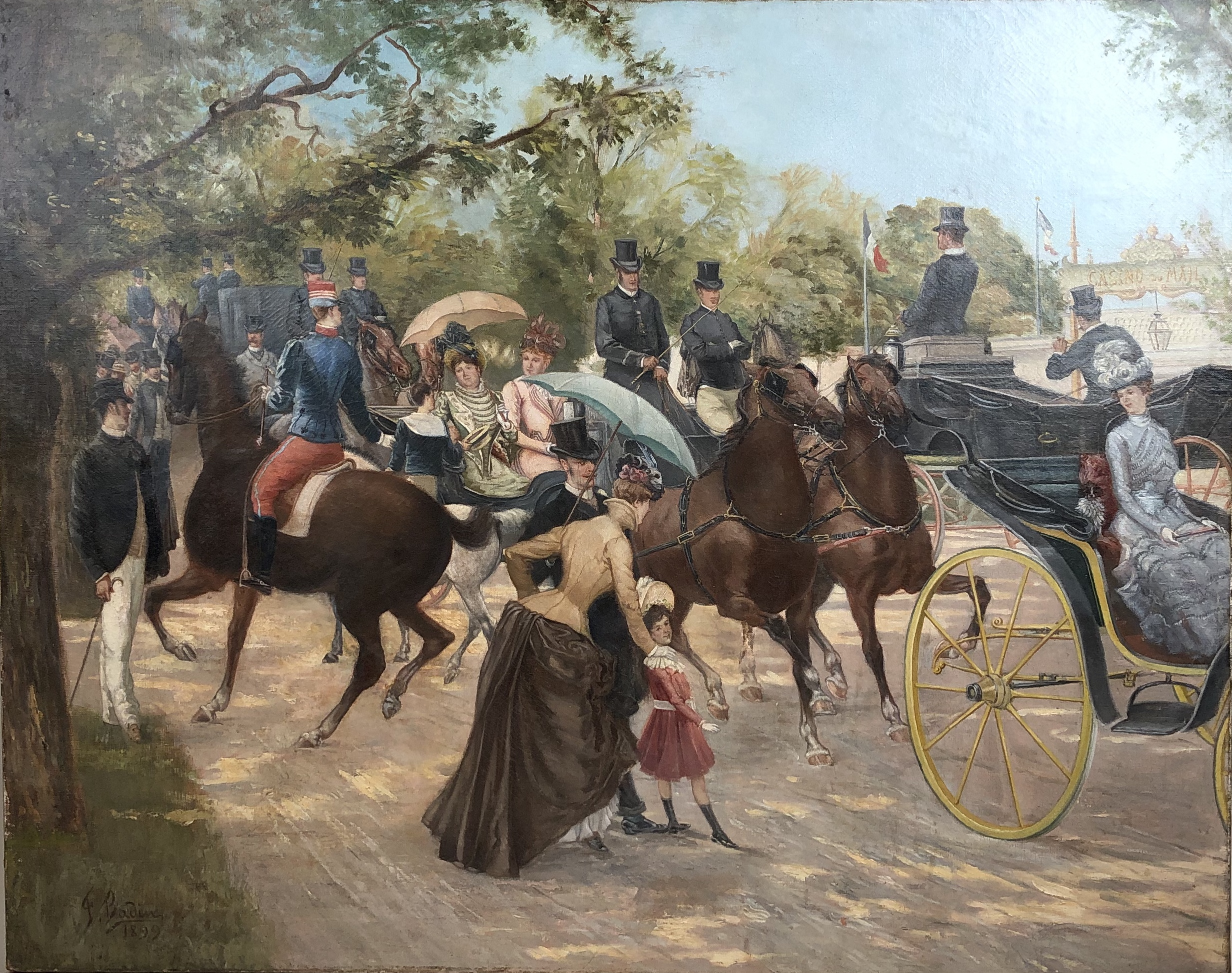
Promenade devant le casino du Mail à La Rochelle.
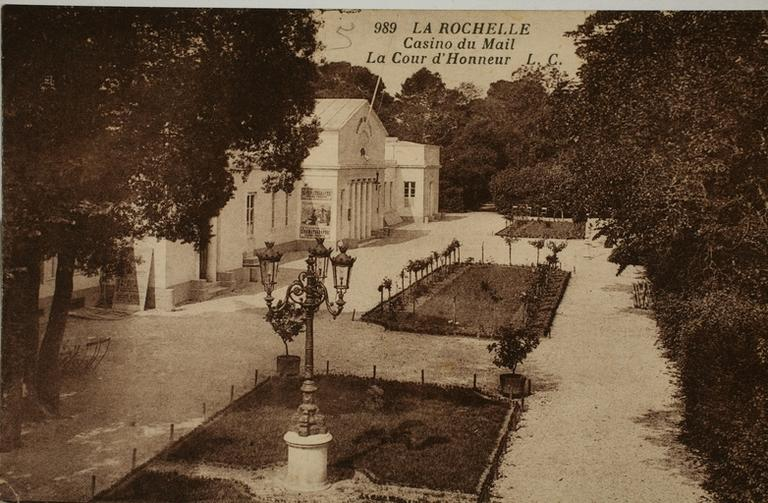
Casino du Mail - Cour d'honneur.
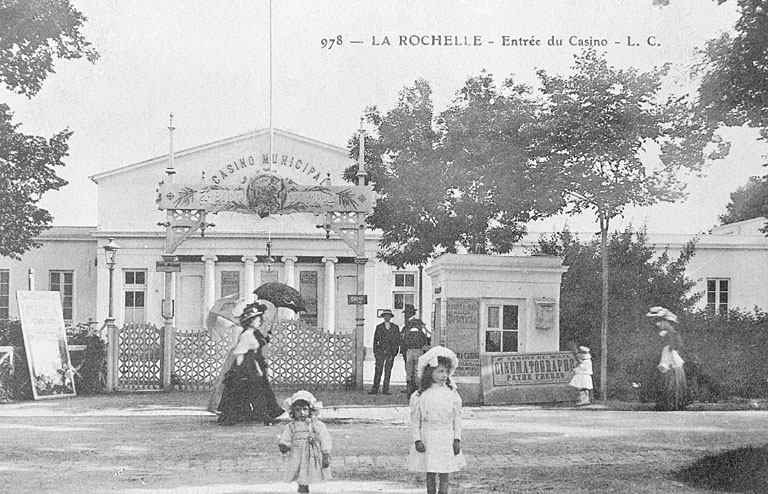
Casino du Mail - Entrée.
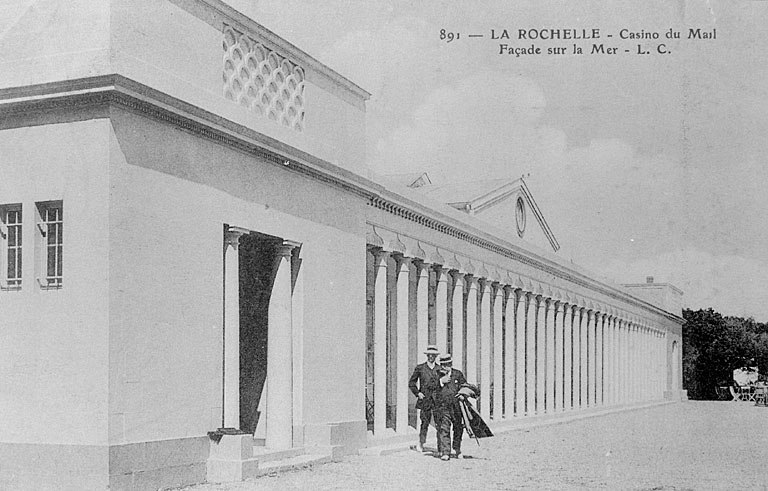
Casino du Mail - Façade sur la Mer.
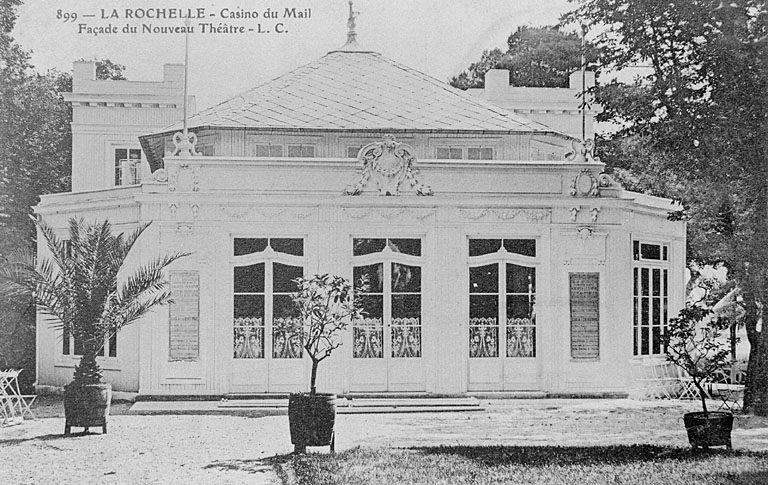
Casino du Mail - Façade du Nouveau Théâtre.
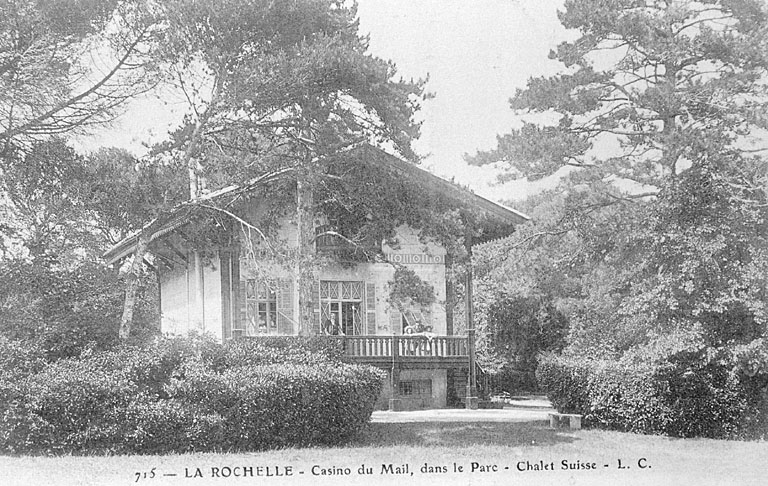
Parc du Casino du Mail - Chalet suisse.
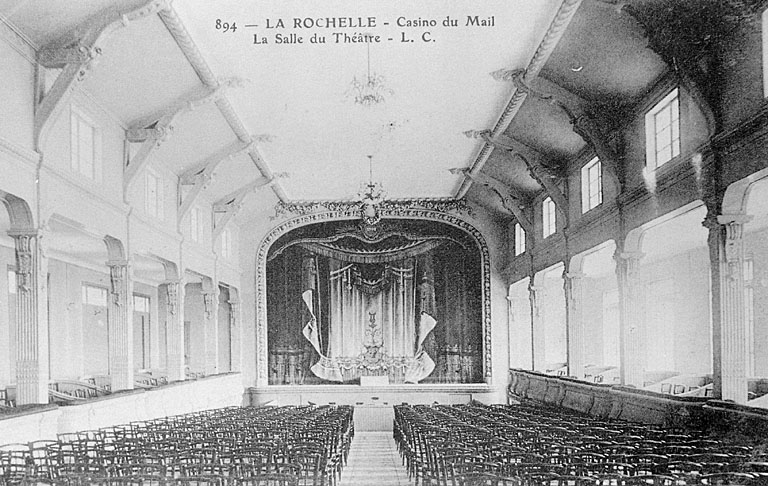
Casino du Mail - Salle du Théâtre.
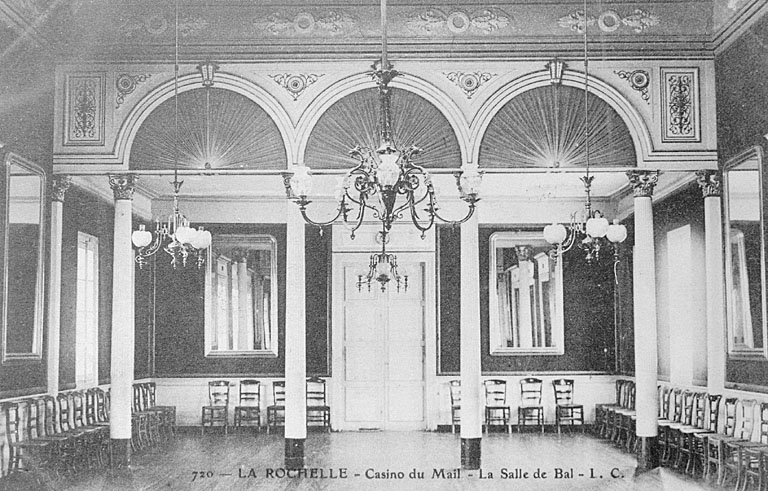
Casino du Mail - Salle de Bal.

## Sources
- François de Vaux de Foletier, La Rochelle d'autrefois et d'à présent, Pijollet, 1923
- Émile Couneau, La Rochelle disparue, 1904
- Bains Marie-Thérèse, Vve Cappon, 1827
- Nicolas Meynen, La Rochelle-Les Bains, un destin fragile, 2018